# José Carlos Machado
José Carlos Machado (Itabaiana, 17 de janeiro de 1949) é um engenheiro civil, empresário e político brasileiro filiado ao Partido da Social Democracia Brasileira (PSDB). Foi deputado federal por Sergipe por dois mandatos, entre fevereiro de 2003 e janeiro de 2011, período no qual era membro ao Partido da Frente Liberal (PFL), que depois se tornou o Democratas (DEM).
Na eleição de 2012, foi eleito vice-prefeito de Aracaju, na chapa encabeçada por João Alves Filho.